# Cantonul Nexon
Cantonul Nexon este un canton din arondismentul Limoges, departamentul Haute-Vienne, regiunea Limousin, Franța.

## Comune
| Comune                     | Populație (1999) | Cod poștal | Cod INSEE |
| -------------------------- | ---------------- | ---------- | --------- |
| Janailhac                  | 477              | 87800      | 87077     |
| Meilhac                    | 512              | 87800      | 87094     |
| La Meyze                   | 846              | 87800      | 87096     |
| Nexon                      | 2.474            | 87800      | 87106     |
| Rilhac-Lastours            | 353              | 87800      | 87124     |
| La Roche-l'Abeille         | 607              | 87800      | 87127     |
| Saint-Hilaire-les-Places   | 878              | 87800      | 87150     |
| Saint-Maurice-les-Brousses | 965              | 87800      | 87169     |
| Saint-Priest-Ligoure       | 658              | 87800      | 87176     |